# Madame Lu, die Frau für diskrete Beratung
Madame Lu, die Frau für diskrete Beratung, auch bekannt unter dem Arbeitstitel Madame X, die Frau für diskrete Beratung, ist ein deutsches Stummfilmmelodram aus dem Jahre 1929 von Franz Hofer mit Ida Wüst in der Titelrolle. 

## Handlung
Die Geschichte führt zurück in das in Deutschland gegen Ende des Ersten Weltkriegs und kurz danach populäre Genre des Sitten- und Aufklärungsfilms. Hier stehen zwei frühreife Jugendliche und ihr Sexualgebaren im Mittelpunkt des Geschehens: Der 16-jährige Professorensohn Walter Römer, ein pubertierender Jüngling „aus gutem Hause“, hat sich mit der 15-jährigen Lokomotivführertochter Jenny Carlsen, einem, wie man so sagt, „losen Ding“ von eher einfacher Herkunft, eingelassen. Im Frühling sprießen bald beider Hormone ins Kraut, und es kommt, wie es kommen muss: die kleine „Lolita“ Jenny ist von Walter schwanger. 
Daraufhin wird die titelgebende Madame Lu kontaktiert, eine mütterliche Matrone mit viel Erfahrung auf dem Gebiet des Sexualnotstands, die mit Rat und Tat der werdenden, jugendlichen Mutter zur Seite stehen soll, während die Eltern des jungen Glücks, die demnächst zu Großeltern werden (oder im Falle einer in Betracht zu ziehenden Abtreibung auch nicht), sich die Haare raufen und sich und anderen schwere Vorwürfe machen. Nach einigem Hin und Her entscheiden sich Walter und Jenny dazu, die Herausforderung anzunehmen und, mit Hilfe von Madame Lu, der Geburt des Babys mit Freude entgegenzusehen.

## Produktionsnotizen
Madame Lu, die Frau für diskrete Beratung entstand im Frühjahr 1929, passierte die Filmzensur am 3. Mai desselben Jahres und wurde am 27. September in Hamburg uraufgeführt. Die Länge des mit Jugendverbot belegten Siebenakters betrug 2353 Meter.
Paul Goergens übernahm die Aufnahmeleitung. Leopold Blonder entwarf die Filmbauten.

## Wissenswertes
Gerti Gerdt, die hier (wie in anderen Hofer-Inszenierungen der ausgehenden Stummfilmzeit) eine problembelastete Jugendliche verkörperte, war zum Entstehungszeitpunkt dieses Films bereits 26 Jahre alt. Ihr Filmpartner Robert Thiem, der einen 16-Jährigen verkörperte, war zur Drehzeit schon 23 Jahre alt.

## Kritik
Die Kritik beachtete dieses Spätwerk Hofers kaum und zeigte sich davon auch nur mäßig angetan. 

„Immer noch Aufklärungsfilme, und was für welche! Kann sein, dass es „Interessentinnen“ gibt die sich auf diese Epistel hin eine andere Meinung zulegen. Wie aber diese neue, umstürzlerische Meinung aussieht, das war dem Autor und Regisseur Franz Hofer wohl selber nicht ganz klar.“